# Oficio claustral
Oficios claustrales son los que se ejercen o deben ejercerse en el interior del claustro, es decir, del monasterio, tales eran los oficios de camarero, limosnero, enfermero, cillerero, sacristán y otros semejantes. En su origen no eran más que simples administraciones que se confiaban en forma de comisiones a los religiosos del monasterio.
Después llegaron a ser títulos de beneficios por medio de las resignaciones hechas en la corte de Roma por los religiosos.
Observa Tomasino que en tiempo de San Benito el cargo de cillerero era en los monasterios el más considerable, después de los de preboste y deán pues estaba encargado del cuidado de los enfermos, niños, pobres y peregrinos y por consiguiente, es necesario confesar que los oficios particulares que se formaron después de enfermero, hospitalero, ecónomo y tesorero solo han sido desmembraciones de este empleo, al que solo ha quedado anejo en la mayor parte de los monasterios el cuidado de la bodega y provisiones. 
Estos diferentes empleos se ejercían antiguamente en los monasterios por religiosos que elegia y deponía el abad según su voluntad: cada uno de ellos estaba contenido en los límites de su comisión y la desempeñaba con la más estrecha dependencia del superior del monasterio. Las comunidades de canónigos imitaron en cuanto a esto a las de monjes; se dieron en los cabildos iguales oficios y aun en mayor número y con funciones más extensas porque abrazaban mucho más. El hospitalero por ejemplo recibía, según Tomasino, los diezmos y todas las ofrendas de los capítulos para subvenir a las necesidades del hospital que cada uno de estos capítulos había fundado para los peregrinos. También había un sacristán para que cuidase de las cosas necesarias al servicio divino de las iglesias, un chantre, sochantre para que cuidasen de que se observase la armonía del canto y enseñara a los que no la sabían. Antiguamente se ejercían todos con la mayor exactitud. 

## Prioratos regulares
Nos limitaremos aquí a hablar de los oficios claustrales puramente monásticos o regulares; y en este punto independientemente de los diversos oficios interiores de los monasterios que hemos nombrado y de algunos otros análogos, es necesario digamos algo de esos prioratos regulares, cuya suerte decidió o siguió la de los oficios claustrales.
Las riquezas o posesiones a que llegaron a acceder los monjes, exigieron monasterios a los que se encargase el cuidado natural de su cultivo o conservación, entonces era indispensablemente necesario o confiar estos bienes a los legos o cometer a los religiosos su administración. Mas si se siguió este último partido, los abades sin perder nada de sus derechos encargaron aquellos religiosos en quienes reconocían cierta capacidad para los negocios, la administración de los bienes que poseían en campos más o menos lejanos. Estos religiosos en número de dos o tres, vivían en granjas, llamadas también celdas, obediencias, etc. y otros varios nombres, dividiendo entre sus ejercicios espirituales el cuidado de los bienes de los que eran como intendentes. Tenían un oratorio y practicaban su regla tan exactamente como les podían permitir el estado de los lugares y asuntos. Su comisión era revocable a los seis meses poco más o menos y volvían al monasterio a dar cuenta al abad de su cometido. Esta dependencia subsistió todo el tiempo que los religiosos que se enviaban a las granjas no fueron tentados de sostenerse en ellas contra la voluntad de sus superiores, lo que no podía menos de suceder. El primero de los religiosos a quien necesariamente comunicaba el abad un derecho de preeminencia sobre los demás, era llamado prior, preboste, prepositus. De esto provino el nombre de prioratos con el que se designaban estas granjas que llegaron a ser pequeños monasterios y que después se dieron a todas las comunidades de monjes que se establecían bajo la dirección de un prior claustral o conventual, pero dependiente del abad que residía en la abadía o monasterio principal.
Los priores de los pequeños monasterios formados de este modo en las granjas de que hablamos, hallaron bien pronto el medio de hacer más duradera y aun perpetua su comisión, amalgamándose con los abades que habían caído en la mayor relajación, así que, en lugar de darles cuenta y no tomar de las rentas más que lo necesario para su sustento, estos priores pagaron a los abades una renta en dinero y quedaron continuamente en sus prioratos foráneos.
Los demás oficiales del monasterio, tales como los que hemos nombrado anteriormente y cuyo oficio tenía fincas particulares afectas a su destino, se apropiaron las rentas a ejemplo de los priores foráneos y cada uno formó mesa aparte, según manifiesta Tomasino. Así que los oficios ctaustrales y los prioratos de obediencia se convirtieron en títulos particulares de beneficios, los que algunas veces se los hacían proveer en Roma, pero cuya colación pertenecía al abad o a la comunidad de religiosos. Los que poseían estos beneficios no estaban enteramente exentos de las cargas que imponía el oficio: el cillerero proporcionaba siempre los alimentos a la comunidad y respectivamente lo mismo el enfermero, hospitalero, etc. Mas destruyéndose la mayor parte de los monasterios por la división de estos bienes, cada oficio perdía su destino y los oficiales lo convertían en provecho suyo. En otros monasterios donde se hizo la misma división, los religiosos que no se hallaban en los empleos, quisieron tener su parte en los bienes comunes y de aquí las plazas o porciones monacales. 
No habían todavía llegado las cosas a este grado de decadencia cuando el tercer Concilio de Letrán estableció por máxima que ningún regular podía tener peculio, a no ser los oficiales del monasterio a quienes el abad hubiese permitido tenerlo, no para poseer como propio, sino para emplearlo en los gastos comunes que estaban obligados a hacer por razón de los oficios o administraciones de que estaban encargados. De este canon deduce Tomasino que en tiempo del tercer Concilio de Letrán era costumbre conceder a los oficiales del monasterio ciertas rentas o despojos que formaban el peculio bajo estas cuatro condiciones.
1. Que estos oficiales no disfrutarían de peculio sino con el permiso de su superior regular.
2. Que estaban obligados a emplear estas rentas en los gastos comunes, pro injuncta administratione.
3. Que no ejercerían sus oficios, sino en virtud de comisiones revocables a voluntad del mismo superior.
4. Que estaban sujetos a dar cuentas de su cometido dos o tres veces al año, como se mandó por un canon del Concilio de Oxford de 1222.

Esta sabia disposición no pudo resistir a los esfuerzos de la codicia y amor de la independencia. Se violó de modo que se hicieron los prioratos que solo eran simples obediencias y oficios claustrales revocables ambos a voluntad del abad, verdaderos beneficios absolutamente independientes, sin exceptuar las cargas anejas por su naturaleza a los oficios claustrales y las que los abades tuvieron buen cuidado de imponer en provecho suyo a los prioratos.
De esto provinieron las rentas que pagaban la mayor parte de los prioratos a las abadías de que se habían desmembrado y el mismo concilio de que hemos hablado las reprueba prohibiendo a los coladores impongan nuevos censos sobre las iglesias ni aumenten los antiguos, ni apliquen a sus propios usos una parte de las rentas de las mismas iglesias.
El Papa Inocencio III condenó también el abuso particular de la perpetuidad de las granjas o más bien de la conversión de las obediencias en puros beneficios. Lejos de que ley tan sabia, dice D' Hericout. se ejecutase, llegaron los abusos en poco tiempo a ser mucho mayores que en el pontificado de Inocencio III, aunque ya fuesen bastantes. Porque aparece por las Decretales: Ad nostram et Porrecla, de confirm. útil, vel inútil, que se habían dirigido a este mismo papa con el objeto de poseer irrevocablemente simples administraciones; por otro lado, los abades para gratificar a los clérigos seculares, les daban empleos monacales ya convertidos en beneficios; los religiosos sufrían esta mescolanza, pues hacia su estado menos incómodo y esta misma razón les hizo dar beneficios a legos, como lo prueba un Concilio de Francia, celebrado en 
1235.
El Concilio de Viena manda a los superiores regulares que confieran estos beneficios a seculares o regulares según sea costumbre de que los posean unos u otros. Mas al mismo tiempo este concilio hizo un canon que tendía a reformar todos estos abusos. Después de haber prohibido conforme al canon décimo del Concilio de Letrán, celebrado bajo Alejandro III, el enviar monjes a los prioratos pequeños a no ser que las rentas fuesen suficientes para sostener y alimentar a dos religiosos, permite unirlos a otros con la autoridad del ordinario o a oficios claustrales de la casa matriz o continuar el uso de hacerlos servir por clérigos seculares. Quiere que los mismos prioratos, aun cuando no fuesen conventuales, no se confieran sino a religiosos profesos y de 50 años de edad. Manda que todos los priores se hagan ordenar presbíteros, bajo pena de privación del beneficio, luego que hubiesen llegado a la edad prescrita por los cánones para el sacerdocio. Dispone sin consideración a cualquiera costumbre contraria, que residan no en los monasterios, sino en sus prioratos, no permitiéndoles ausentarse sino temporalmente por razón de estudios o por algún otro asunto que pueda, según los cánones, hacerlos dispensar de la residencia. Esto es lo contenido en la famosa Clementina, Ne in agro, de sal. monach.
El canon del Concilio de Viena no se observó exactamente con relación a la regla Regularía regularibus. Los prioratos no conventuales fueron la mayor parte dados en encomienda y se hicieron seculares por prescripción. Por el contrario, los oficios claustrales quedaron en simples comisiones y siendo poseídos titularmente no se dieron nunca en encomienda o, en fin, por medio de las reformas se han unido a las mesas conventuales.